# Tidore

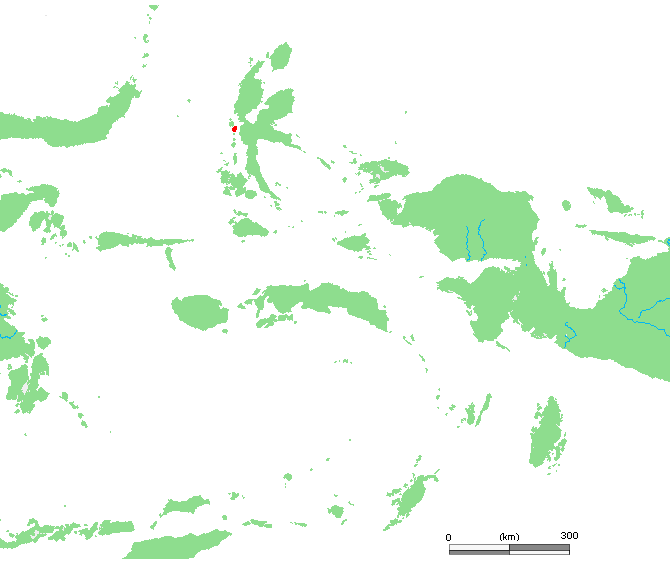
Localização de Tidore, imediatamente a sul de Ternate

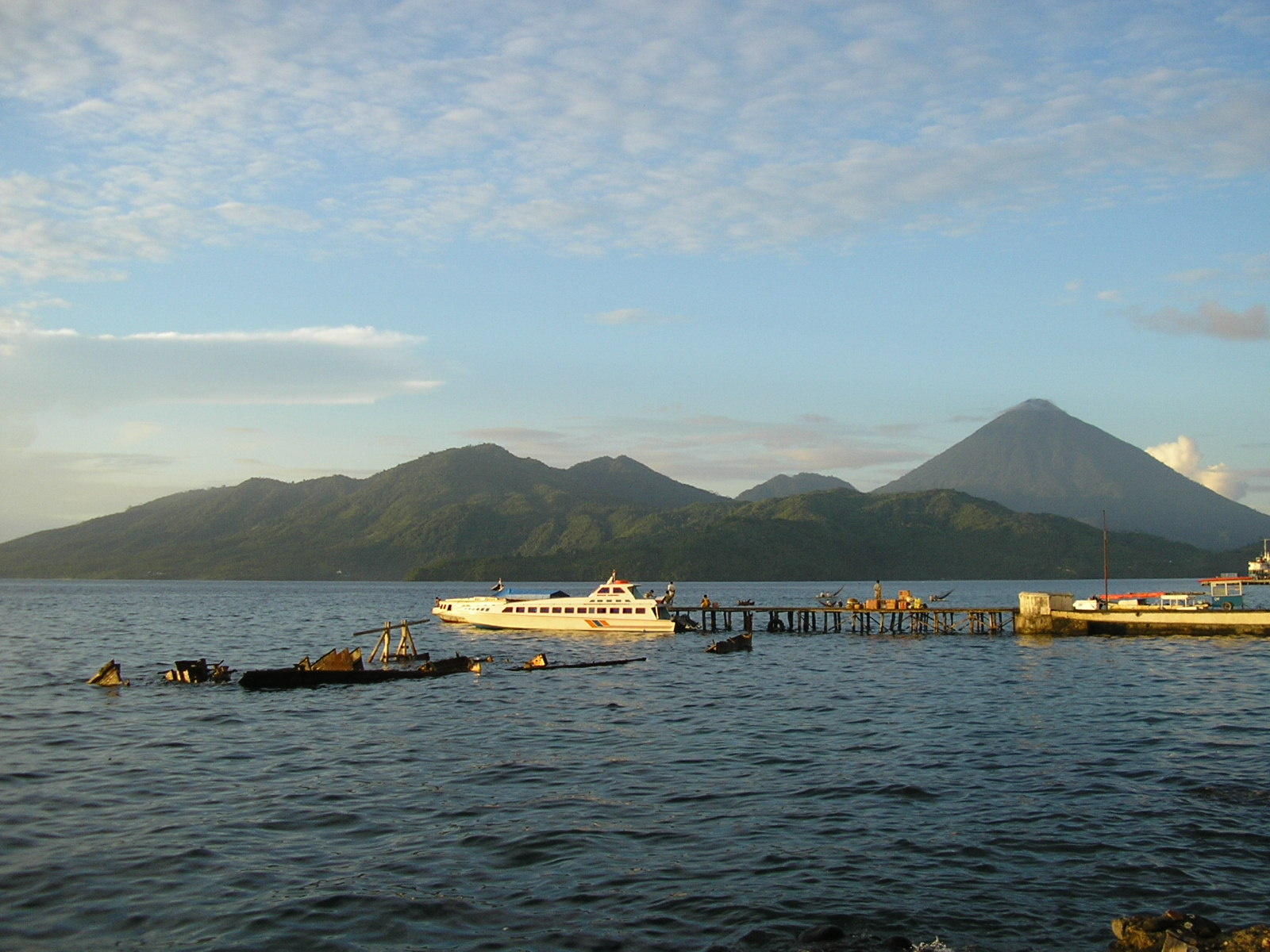
Imagem de Tidore

Tidore é uma ilha do arquipélago das Molucas, na Indonésia. É também o nome da sua principal cidade. A ilha fica muito próxima da costa ocidental de Halmahera, e é banhada pelo mar das Molucas. Tem 116 km², cerca de 90 000 habitantes (em 2007) e o relevo é dominado pelo pico Kiematabu, com 1730 m de altitude. Administrativamente, pertence à província das Molucas Setentrionais.
Na época pré-colonial, Tidore foi um importante centro político e económico regional, ferozmente inimigo da sua vizinha a norte, a ilha Ternate.
Em 28 de Outubro de 1529, sofreu um assalto das forças portuguesas vindos da referida ilha de Ternate e que resultou a rendição de uma força castelhana lá estacionada e ficarem aquelas Ilhas sujeitas à obediência da governação da Índia Portuguesa.
No tempo colonial, nela foi construído um forte por Portugal entre 1578 e 1605, ocupada pela Espanha entre 1606 e 1663, pelos Países Baixos entre 1663 e 1941, pelo Japão entre 1941 e 1943 e novamente pelos Países Baixos entre 1943 e 1961.